# وريد ألوي سفلي
الأوردة الألوية السفلية (الأوردة الوركية)، وهي أوردة مرافقة للشريان الألوي السفلي، وتبدأ في الجزء العلوي لمؤخرة الفخذ، حيث تتفاغر مع الأوردة المنعطفة الفخذية الإنسية والأوردة الثاقبة الأولى.
تدخل هذه الأوردة إلى الحوض خلال الجزء السفلي للثقبة الوركية الكبيرة وتتحد مع بعضها لتكوّن وريد واحد والذي يتصل أخيرًا مع الجزء السفلي للوريد الخثلي.